# کوئول دم‌خالدار
کوئول دم‌خالدار (نام علمی: Dasyurus maculatus) که با نام‌های کوئول خالدار و کوئول ببری یا گربه ببری نیز شناخته می‌شود، یکی از گونه‌های عضو سرده ستبردم‌ها از تیره ستبردمان است.

## توصیف ظاهری
با داشتن جثه‌ای به طول ۳۵ تا ۷۶ سانتی‌متر و وزنی به اندازه ۴ کیلوگرم در ماده‌ها و ۷ کیلوگرم در نرها، کوئول دم‌خالدار بزرگترین کوئول موجود است. بخش بالایی بدن این جانور به رنگ قرمز–قهوه‌ای با خال‌هایی به رنگ سفید و با اندازه‌های مختلف است. دم این جانور بلند و دارای خال‌هایی است که آن را از دیگر کوئول‌ها متمایز می‌کند.